# Schefflera koresii
Schefflera koresii är en araliaväxtart som beskrevs av Pieter van Royen. Schefflera koresii ingår i släktet Schefflera och familjen araliaväxter.
Artens utbredningsområde är Papua Nya Guinea. Inga underarter finns listade.